# كوزو واتانابي (سياسي)
كوزو واتانابي هو سياسي ياباني، ولد في 28 يناير 1942 في Shiunji, Niigata ‏ في اليابان، وتوفي في 16 سبتمبر 2007 في شينجوكو في اليابان. نشط حزبياً في الحزب الليبرالي الديمقراطي الياباني. وقد انتخب عضو مجلس النواب الياباني ‏.